# Horst Stein

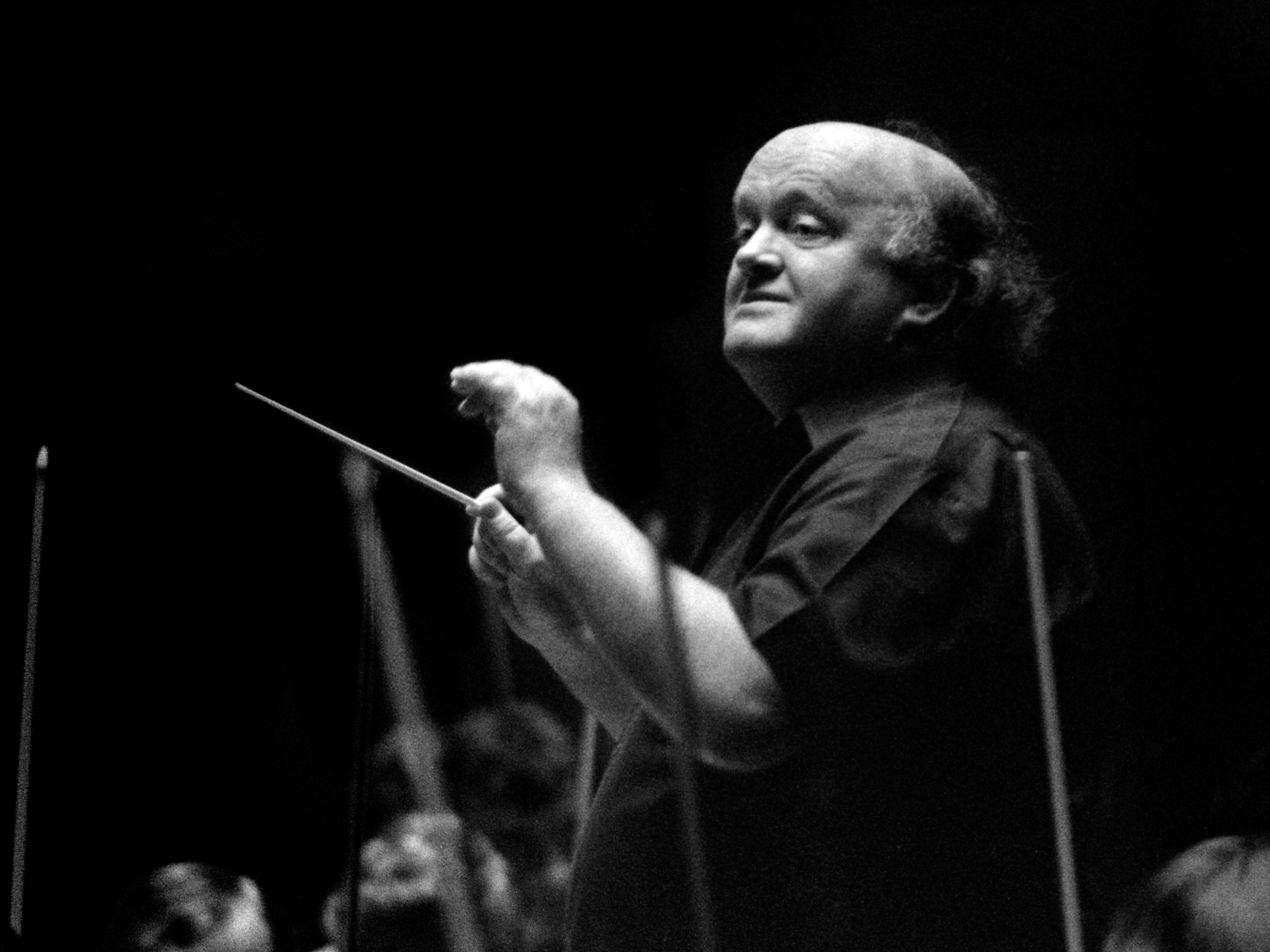
Horst Stein

Horst Walter Stein (2 de Maio de 1928 - 27 de Julho de 2008) foi um maestro alemão.

## Biografia
Na escola de Frankfurt estudou piano, oboé e canto. Posteriormente ele continuou seus estudos na Universidade de Colonha, incluindo composição com Philipp Jarnach. De 1947 até 1951 ele foi um repetiteur em Wuppertal.
Em 1955 Stein conduziu a abertura da restaurada Ópera Estatal de Berlim e subconsequentimente trabalhou lá como staatskapellmeister. De 1961 até 1963 ele trabalhou sob as ordens de Rolf Liebermann como maestro chefe da Ópera Estatal de Hamburgo. De 1963 até 1970 Stein serviu como maestro chefe e diretor da ópera do Teatro Nacional Mannheim. Stein ocupou um posto regular na Ópera Estatal de Viena, entre 1969 até 1971. Ele retornou para a Ópera Estatal de Hamburgo como diretor musical regal em 1972, permanecendo lá até 1977. Em 1952 Stein começou a trabalhar como maestro assistente do Festival de Bayreuth com os maestros Joseph Keilberth, Hans Knappertsbusch, Clemens Krauss e Herbert von Karajan. De 1969 até 1986 ele conduziu setenta e seis performances, incluindo a produção centenária de Die Meistersinger von Nümberg de 1983. Ele permaneceu como maestro principal da Orquestra Sinfônica de Bamberg, Orquestra de la Suisse Romande e a Orquestra Sinfônica Basel. 